# Свети Никола (Разлог)
Вижте пояснителната страница за други значения на Свети Никола.
„Свети Никола“ е частично запазена средновековна българска църква край град Разлог, България.

## Описание
Църквата се намира в местността Бетоловото. До 40-те години на XX век край развалините на храма се прави големият великденски събор на Разлог. Трите църкви в местността Круше – Писаната, Бялата и „Свети Никола“ свидетелстват за наличие на голямо селище от времето на Второто българско царство. Около тях са открити останки от солидни основи, много фрагменти от битова и строителна керамика, християнски погребения и монетна находка от ХІІ век.